# Håvard Flo
Håvard Flo (Stryn, 4 d'abril de 1970) és un futbolista noruec.
Començà al Sogndal Fotball, iniciant després la seva participació a diversos clubs d'Europa, AGF, SV Werder Bremen, Wolverhampton Wanderers FC, abans de retornar de nou al Sogndal.
Participà en la Copa del Món de 1998. És cosí dels també futbolistes Jostein Flo, Tore André Flo i Jarle Flo.

## Palmarès
- Copa danesa de futbol : 1996